# توپلیتسا
شهر توپلیتسا (به رومانیایی: Topliţa) در شهرستان هرگیتا در کشور رومانی واقع شده‌است. جمعیت این شهر ۱۶٬۸۳۹ نفر  است.